# Methodischer Kulturalismus
Der Methodische Kulturalismus ist eine von Peter Janich und seinen Schülern entwickelte philosophische Denkrichtung.
Kernaussage ist, dass die Gegenstände der Wissenschaft nicht auf rein theoretischen Überlegungen beruhen, sondern durch menschliches Handeln zustande kommen. Wissenschaft wird als Fortführung von praktischen Prozessen der Alltagswelt verstanden und muss daraufhin systematisch und methodisch hinterfragt werden, ob sie diese fördert.
Der Methodische Kulturalismus versteht sich als eine Weiterentwicklung des Methodischen Konstruktivismus der Erlanger Schule von Paul Lorenzen und Wilhelm Kamlah. 1996 formulierten Peter Janich und Dirk Hartmann die Grundüberlegungen dieses Ansatzes. Als Kultur wird dabei die Summe der Ergebnisse menschlichen Handelns begriffen. Der Mensch ist immer Mitglied einer Handlungs- und Kommunikationsgemeinschaft in einer lebensweltlichen (alltäglichen) Praxis.
Im Zentrum steht eine neu formulierte Handlungstheorie, die neben praktischen Handlungen im strengen Sinn auch Sprachhandlungen umfasst und gegen so genannte „Widerfahrnisse“ und „instinktives Verhalten“ abgegrenzt wird. Normativer Ausgangspunkt der Handlungstheorie ist das lebensweltliche Handeln, so dass Wissenschaft als eine Weiterentwicklung und Spezialisierung vorwissenschaftlicher Praxis aufgefasst wird. Eine Rekonstruktion dieses Sachverhaltes erfolgt in den vom Konstruktivismus so bezeichneten „Prototheorien“ (dem Programm und dem terminologischen System einer Fachwissenschaft) der Physik, der Chemie, der Biologie oder der Psychologie. Hieraus resultiert ein Begriff der Erkenntnis, der das Gelingen von Handlungen zum Maßstab hat. Wissen ist dabei pragmatisch bestimmt als das Verfügen über Mittel für verfolgte Zwecke. Entsprechend pragmatisch begründet ist auch die Wissenschaftstheorie des Methodischen Kulturalismus, die entgegen der üblichen Praxis bewusst auch die technischen Ingenieurwissenschaften mit dem Kriterium der „Kulturhöhe“ und der „geordneten Handlungsfolge“ einbezieht.
Ziel des Methodischen Kulturalismus ist es, eine rationale Weltorientierung zu bieten, ohne dabei die implizite metaphysische Letztbegründung des Naturalismus zu betreiben, und andererseits gegen den Relativismus der Postmoderne eine Leitlinie für eine begründete Praxis der Lebenswelt und der Wissenschaften bis in die Ethik anzubieten. Der Methodische Kulturalismus sieht sich als eine Philosophie, die durch eine kritische anti-universalistische (also nicht verabsolutierende) Denkweise geprägt ist.
Das philosophische Konzept verbindet bis auf die Tatsache, dass beide den Menschen als Kulturwesen ansehen, wenig mit dem sozialwissenschaftlichen Begriff der Kulturalismus, der oft für die Überinterpretation der kulturellen Prägung einer Person oder Gruppe steht und damit eine kritische Konnotation aufweist.

## Kritik an modernen Strömungen der Philosophie
Die Autoren sehen die Philosophie des Methodischen Kulturalismus als Alternative zu naturalistischen und relativistischen Ansätzen, grenzen sich auch gegen den Methodischen Konstruktivismus ab. Peter Janich zählte sich ursprünglich zu dieser Schule.

### Naturalismus
Die Begründer des Methodischen Kulturalismus ordnen dem Naturalismus eine Reihe verwandter Positionen zu, deren Spektrum von „alles ist Natur“ über „naturalistische Erkenntnistheorien“ bis hin zu der Auffassung reicht, dass alle Erklärung der Welt nur durch Naturwissenschaften möglich ist. Natur wird danach von den Naturalisten realistisch als gesetzgebende (d. h. „die Gesetze vorgebende“) Wirklichkeit aufgefasst, deren Gesetzmäßigkeiten und Strukturen aufdeckbar sind und von den Wissenschaftlern lediglich durch Beobachtung abgelesen werden müssen.
Für den Methodischen Kulturalismus ist das Verhältnis des Menschen zur Natur hingegen durch sein Handeln bestimmt. Die Ergebnisse der menschlichen Praxis sind „kultürlich“. Dieser von Paul Lorenzen stammende Begriff wird bewusst zur Abgrenzung gegen „natürlich“ (siehe Abschnitt Kultur) verwendet. Erkannte Natur wird so zum kulturabhängigen Gegenstand. Naturalistische Erkenntnis- und Wahrheitstheorien haben insofern einen blinden Fleck in ihrer Sichtweise, als die zu findenden Kriterien nicht ein Ergebnis der Natur, sondern der Reflexion sind. Dies gilt insbesondere für Positionen wie die Evolutionäre Erkenntnistheorie oder die Autopoiesis des Radikalen Konstruktivismus, in denen der Wissenschaftler die Stellung eines externen Beobachters einnimmt, die nicht mehr hinterfragt wird. Die Natur ist für den Methodischen Kulturalisten eben kein Buch, in dem nur zu lesen ist (Augustinus), und schon gar nicht nur in der Sprache der Mathematik geschrieben (Galilei), wie es reduktionistische und materialistische Positionen vertreten. Die mathematischen Größen und Ergebnisse der Naturwissenschaften werden nach Auffassung des Methodischen Kulturalismus durch Messtechnik bestimmt und realisiert. Sie sind zudem abhängig vom Funktionieren der eingesetzten Geräte. Die dabei gewonnenen Daten haben weder Semantik noch Geltung; sie liefern demnach keine Begründung. Naturgesetze sind für die Vertreter des Methodischen Kulturalismus einfach Sätze, die der „Mensch“ aufstellt, um einen „Leitfaden für gelingendes Handeln“ zu erhalten.
Die Zwecksetzungen, das heißt der normative Aspekt der Naturwissenschaften, entstammen – so die These der Methodischen Kulturalisten – nicht diesen Wissenschaften selbst, sondern dem menschlichen Handeln. Um die Ergebnisse der in den Naturwissenschaften eingesetzten Apparate und Methoden als gültig betrachten zu können, müssen die jeweils zugrunde liegenden Zwecke methodisch rekonstruiert werden. Die Bewertungen „gut“ und „böse“, „Recht“ und „Unrecht“, „wahr“ und „falsch“ sind demnach Maßstäbe, die der Mensch an die Natur anlegt, die er somit nicht in der Natur (vor)findet. Naturwissenschaften sind also Produkte der menschlichen Arbeit und Kultur, sie sind nicht „naturgegeben“, sind keine natürliche Folge „objektiver“ Naturbeobachtung. Der Naturwissenschaftler ist stets Mitglied einer menschlichen Kommunikations- und Handlungsgemeinschaft, der seine Maßstäbe rechtfertigen muss. Das Nachdenken über die eigene Tätigkeit als Naturwissenschaftler, die Auseinandersetzung mit den eigenen Zwecken ist Philosophie und nicht Naturwissenschaft.

### Relativismus
Auch wenn weder Wirklichkeit und Erkenntnis noch ethische Normen absolut zu begründen sind, darf das aus der Sicht des Methodischen Kulturalismus nicht zu Beliebigkeit führen.
Der Methodische Kulturalismus stimmt der Auffassung von Thomas S. Kuhn dahingehend zu, dass Wissenschaften konsequent als menschliche Praxis und als Kulturprodukt zu sehen sind. Die rein deskriptive Darstellung der Wissenschaftsgeschichte als Paradigmen und die These ihrer Unvereinbarkeit (Inkommensurabilität) wird dagegen abgelehnt, weil diese zur Skepsis an der Rationalität führe. Insbesondere rechtfertige sie die von Paul Feyerabend mit dem Slogan anything goes formulierte These, dass es keine allgemeine und inhaltlich bestimmte Methodologie geben kann, die der Rationalismus der Wissenschaftspraxis empfehlen könne. Besonders kritisch wird die Position von Richard Rorty gesehen, der einen Kulturrelativismus vertrete, nach dem jeweils das gerechtfertigt ist, was in dem jeweiligen kulturellen Milieu faktisch akzeptiert wird. Die Vertreter des Methodischen Kulturalismus gehen davon aus, dass Erkenntnistheorie nicht durch Hermeneutik ersetzt werden darf, wie Rorty es fordert. Ein „objektiver, wissenschaftlicher“ Maßstab sei auf diesem Wege nicht zu erreichen.
Dem Relativismus setzt der Methodische Kulturalismus eine grundsätzliche Rationalität im Handeln entgegen, die am Maßstab des Gelingens oder Scheiterns von Handlungen eine konsistente Relation von Mitteln und Zwecken fordert. Handeln und (darin eingeschlossen) Sprechen findet in einer vorgefundenen Umwelt statt, in der das Individuum nicht allein (singulär) agiert, sondern stets intersubjektiv in gemeinschaftlichen Arbeits- und Handlungssystemen. Hierdurch wird die oben skizzierte Annahme einer Beliebigkeit ausgeschlossen. Handeln ist gebunden an pragmatische Rationalität und damit an eine methodische Ordnung. Entwicklungen vom Rad über den Flaschenzug bis zum modernen Getriebe zeigen keine widerstreitenden, unverträglichen Paradigmen, sondern einen Anstieg des mit der Arbeit verbundenen Wissens bis zur „Kulturhöhe“ der Gegenwart. Auch Irrtümer in der Wissenschaftsgeschichte oder Unverträglichkeiten von Theorien nach Kuhn lösen sich jeweils dadurch auf, dass sie durch Vergleiche mit jeweiligen Alternativen in Hinblick auf ihr Gelingen beurteilt werden. Anschließend wird die für das Handeln geeignetere Theorie vorgezogen. Dieser weitgehend kontinuierliche Fortschritt des Wissens zeigt sich u. a. in einem durchgängigen Anstieg der Anzahl der Messgrößen und der Genauigkeit der Messungen im Bereich der Wissenschaften. Neue Messtechniken sind oftmals Grund für neue, verbesserte Theorien.

### Methodischer Konstruktivismus
Die durch die Postmoderne aufgeworfenen Fragen haben aus der Sicht des Methodischen Kulturalismus die Anforderungen an die Philosophie verändert. Nicht mehr Wissenschaftstheorie und Sprachphilosophie sollen wie im 20. Jahrhundert im Vordergrund stehen. Ging es dem Erlanger (Methodischen) Konstruktivismus als der philosophischen Quelle des Methodischen Kulturalismus noch um die sprachphilosophischen Konsequenzen des Linguistic turn und eine pragmatisch-instrumentalistische Wissenschaftstheorie, d. h. um eine ohne Brüche konstruierte Methodenlehre für die Wissenschaften, so steht für Janich und seine Schüler die Kulturkritik im Zentrum des Interesses. Der Fokus liegt dabei auf der Alltagskultur, zu deren Analyse eine neu formulierte Handlungstheorie dient.
Auch in „philosophieinternen“ Prinzipien unterscheiden sich Methodischer Konstruktivismus und Methodischer Kulturalismus. Die so genannte dialogische Logik wird durch eine pragmatisch-operative Logik ersetzt, die an der eigenen Handlungstheorie und dem Prinzip der methodischen Ordnung (siehe unten) orientiert ist. Der konsensualistische Wahrheitsbegriff wird durch den handlungsorientierten Wahrheitsbegriff abgelöst. Auch die Beschränkung der Prototheorie auf die mathematische Protophysik wird aufgehoben. Stattdessen entwickelten Janich et al. Prototheorien für die Physik, Chemie, Biologie, Informatik und die (naturwissenschaftliche) Psychologie auf der Basis „handwerklich“ erprobter Praxen.

## Kritische Reflexion der Kultur

### Lebenswelt
Der Methodische Kulturalismus verwendet einen sehr weiten Begriff der Lebenswelt. Ausgangspunkt ist eine allgemein anerkannte vorwissenschaftliche Sprach- und Handlungspraxis. Janich spricht von einem prädiskursiven und präaktiven Konsens mit sprachlichen und nichtsprachlichen Bestandteilen wie Dinge, Ereignisse, Zwecke und Handlungen, die sich jeweils auf einen Teil einer vorgefundenen Welt beziehen. Jede Kommunikation setzt schon in der Praxis eingeübte Weisen des Redens und Handelns voraus. Die vorgefundene Welt ist die Gesamtheit aller Dinge, Ereignisse und Sachverhalte, mit denen die Menschen in ihrer Gegenwart umgehen. Die Lebenswelt ist insofern ein Ausschnitt davon, der für einen bestimmten Praxiszusammenhang relevant ist. So hat die Lebens- und Arbeitswelt des Bergmanns andere Bezüge als die eines Uhrmachers, eines Landwirtes oder die eines Arztes.
Versucht man die Lebenswelt einer Wissenschaft zu fassen, so führt die Rekonstruktion ihrer Praxis auf die verschiedenen vorwissenschaftlichen Tätigkeiten, aus denen sie hervorgegangen ist, bei der Physik zum Beispiel auf die Messtechniken im Handwerk, in der Chemie unter anderem auf das Handwerk des Färbens. Die Lebenswelt eines Wissenschaftsbereiches muss aber in ihrer gegenwärtigen Ausprägung keine unmittelbaren Bezüge mehr zu ihrem Ursprung haben, wie das in der industriellen Großchemie auch der Fall ist. Der Begriff der „Lebenswelt“ im Methodischen Kulturalismus ist damit dem der „Lebensform“ bei Ludwig Wittgenstein ähnlich.

### Kultur
Peter Janich und seine Schüler vertreten einen erweiterten Kulturbegriff. Dieser beschränkt sich nicht nur auf die geistigen und künstlerischen Leistungen einer Gesellschaft, sondern umfasst alle Ergebnisse menschlichen Handelns als „kultürlich“. Er wird im unmittelbaren Gegensatz zu „natürlich“ verwendet. „Kultürlich“ ist das Pflanzen eines Baumes im Park, „natürlich“ das Wachstum der Äste und Blätter.
Kultürlich ist alles durch menschliches Handeln Beeinflusste. Hierzu zählen auch die Folgen menschlicher Handlungen auf die Natur. Damit gibt es nur wenig in der vorgefundenen Welt, was nicht kultürlich ist, bis hin zu den Veränderungen im tropischen Regenwald aufgrund von Abholzungen und Treibhausgasen („von der Lüneburger Heide über ‚naturidentische Aromastoffe’ bis zu Tante Ernas Mops“).
Der Mensch macht keine „rein natürlichen“ Erfahrungen, denn er ist bereits von Geburt an permanent mit kultürlichen Umständen konfrontiert. Er erschließt sich die Welt durch Begegnung mit Kultürlichem, sei es Kleidung, Spielzeug oder die Sprache der Eltern. Das Kleinkind lernt „kinetisches Handeln“ (Greifen, Sitzen, Laufen), „poietisches Handeln“ (Spielen mit Bauklötzen) und schließlich auch „sprachliches Handeln“ – immer mit Bezug und im Wechselspiel zu der kultürlichen Lebenswelt seiner Kommunikationsgemeinschaft.
Die menschliche Praxis ist darauf ausgerichtet, sich in der Lebenswelt einzurichten. Lebenswelt umfasst sowohl subjektive als auch intersubjektive Aspekte. Dabei gestaltet der Mensch die Lebenswelt nach seinen Zwecken. Kultur ist das, was in der Praxis regelgeleitet ist und durch Tradition von Sitten und Institutionen vermittelt wird. Als kulturelle Praxis kann man das Verfahren zur Herstellung von Stahl, den Ablauf eines Fußballturniers ebenso wie die politischen Regeln zur Gesetzgebung betrachten. Zur kulturellen Praxis zählen ebenso intersubjektive Entscheidungsverfahren, die in der „modernen Gesellschaft“ in der Regel gewaltfrei sind und stattdessen auf Diskursen beruhen.
Die Absicht des Methodischen Kulturalismus ist die „Reflexion“ und „Rekonstruktion“ von Kultur. Kulturkritik ist dabei immer kulturimmanent. Der kulturelle Rahmen kann auch in der Reflexion nicht verlassen werden. „Das Streben nach einer Weltsicht aus den Prinzipien der Vernunft ist selbst schon kulturgeprägt.“ Der Methodische Kulturalismus hat den Anspruch, mit methodisch rationalen Verfahren Veränderungen von Praxis zu bewerten und gegebenenfalls Veränderungen im Diskurs einzufordern.

## Handlungstheorie
Um eine klare, in sich schlüssige Terminologie zu schaffen, formulierten vor allem Dirk Hartmann und Peter Janich die Handlungstheorie des Methodischen Kulturalismus. Dazu gehört auch die Theorie des so genannten Sprachhandelns. Diese Handlungstheorie dient als Grundlage der entsprechenden Erkenntnis- und Wissenschaftstheorie.

### Der Handlungsbegriff
Die Rekonstruktion von Theorien beginnt mit einer phänomenologischen Untersuchung der in der Theorie verwendeten Begriffe. Diese Begriffe werden je nach Komplexität geordnet. So genannte Handlungstypen wie z. B. Laufen, Spielen oder Schreiben werden jeweils als „Handlungsschema“ bezeichnet. Es handelt sich dabei um allgemeine Benennungen von Tätigkeiten mit gemeinsamen Merkmalen, die immer wiederkehren und sich nicht auf einzelne Personen beziehen. Demgegenüber wird der konkrete Handlungsvollzug als „Aktualisierung eines Handlungsschemas“ beschrieben.

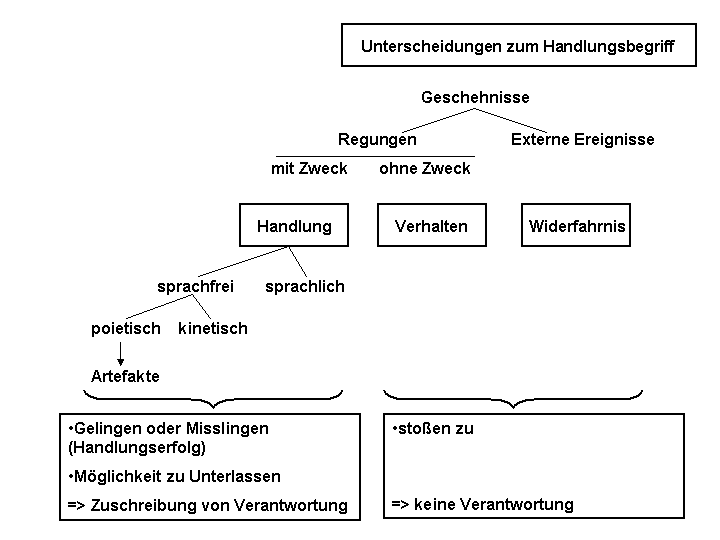
Unterscheidungen zum Handlungsbegriff

Handlungen sind abzugrenzen von „Verhalten“ und „Widerfahrnissen“. Eines der grundlegenden Charakteristika von Handlungen ist das Zuschreiben von Verantwortung. Schon als Kleinkind lernt der Mensch, für welche Handlungen seine Umgebung ihn lobt oder tadelt. Von dieser Verantwortung ist so genanntes „reines Verhalten“ abzugrenzen. Das sind Verhaltensweisen, die weder gelingen noch misslingen können, sondern einfach passieren, wie beispielsweise Niesen. Widerfahrnisse hingegen beruhen auf Handlungen oder Verhalten dritter Personen oder auf anderen nicht selbst beeinflussten Ereignissen.
Ein wichtiges Merkmal von Handlungen ist, dass sie gelingen oder misslingen können. Diese Sicht setzt voraus, dass Handlungen ein Zweck zugrunde liegt, für den die Handlungen ein Mittel sind. Wenn eine Handlung gelingt, muss der Zweck noch nicht erreicht sein. Das Betätigen eines Lichtschalters ist das Mittel, um einen Raum zu erhellen. Erst wenn die Lampe brennt, ist der Zweck erreicht, und man kann von einem Handlungserfolg sprechen. Das Reden von „Handlungszwecken“ unterstellt, dass Handlungen nicht kausal im Sinne eines deterministischen Reiz-Reaktions-Schemas verursacht werden. Aus der Handlungsfreiheit ergibt sich als wichtiges Kennzeichen von Handlungen, dass man sie auch unterlassen kann. Handlungen, ob Musizieren, Fahrradfahren oder Schreiben müssen darüber hinaus zunächst einmal erlernt werden. Benötigt man mehrere aufeinander folgende Handlungen zur Erreichung eines Zweckes, so sprechen Janich und seine Schüler von „Handlungsketten“.
Grundlegend ist die Einbeziehung von Sprache in die Handlungstheorie und die sich daraus ergebende Unterscheidung von sprachlichen und nicht-sprachlichen Handlungen (zur Sprache siehe unten). Nicht-sprachliche Handlungen können vergänglich sein, wie z. B. Gehen oder Essen. Von besonderem Interesse sind poietische Handlungen. Auf diese Weise werden nicht-vergängliche Gegenstände oder Zustände neu geschaffen. Im vorwissenschaftlichen Bereich sind dies insbesondere handwerkliche Tätigkeiten. Die erschaffenen Gegenstände nennen die Methodischen Kulturalisten „Artefakte“. Zweck poietischer Handlungen ist das Herstellen solcher Artefakte, die ihrerseits geeignet sind, als Mittel zur Erreichung anderer Zwecke zu fungieren.
„Zweck“ ist hier wertneutral gemeint, also im Sinn von etwas, das als Ziel einer Handlung gesetzt bzw. angestrebt wird. Handeln in diesem Sinn ist Zweck-Mittel-rational. Die Nützlichkeit gilt als Bewertung und wird in diesem Zusammenhang nicht betrachtet. Artefakte werden oft im Nachhinein mit anderen als den ursprünglich vorgesehenen Zwecken verbunden. Aus dem Schneidewerkzeug Messer kann z. B. eine Jagdwaffe werden. Daher haben Artefakte allgemeine Eigenschaften. Nutzen und Schaden aus der Nutzung eines Artefaktes stehen zum Zeitpunkt seiner Herstellung noch nicht (vollständig) fest. Dies ist ein wichtiges Moment bei der Technikfolgenabschätzung moderner industrieller Produkte.
Eine wesentliche Rolle spielen Artefakte im Wissenschaftsprozess, wenn Messwerkzeuge und Vorrichtungen für Experimente eingesetzt werden. Sowohl für den Handwerker als auch für den Wissenschaftler ist das schon von Hugo Dingler hervorgehobene „Prinzip der methodischen Ordnung“ (PmO) von maßgeblicher Bedeutung. Bei Handlungen, insbesondere der Herstellung von Gegenständen, ist es oftmals notwendig, feste Reihenfolgen einzuhalten, wenn man den Handlungszweck erreichen will. So muss man ein Ei erst pellen, bevor man es salzt. Rezepte und Gebrauchsanweisungen sind demnach häufig grundlegend für den Handlungserfolg. Wissenschaftliche Experimente beruhen nicht nur auf Messgeräten und Vorrichtungen für ihre Durchführung, sondern immer auch auf einer Verfahrensidee. Erforderlich ist außerdem eine möglichst exakte Beschreibung, in welchen Schritten ein Experiment durchzuführen ist (vgl. Algorithmus).
Die Handlungstheorie des Methodischen Kulturalismus beruht auf drei Grundprinzipien, die als Prämissen für ein uneingeschränktes Handlungsvermögen angenommen werden:
- „Zwecksetzungsautonomie“
- „Mittelwahlrationalität“
- „Folgenverantwortlichkeit“

### Das Anfangsproblem
Die Antwort des Methodischen Kulturalismus auf die Frage nach dem Anfang liegt nicht in einer Letztbegründung. Wirklichkeit wird nicht danach hinterfragt, ob und wie geartet eine vom Subjekt unabhängige Realität oder ein übergeordnetes Weltprinzip existiert. Eine solche Frage wird abgelehnt. Sie sei metaphysisch, weil sie nur durch einen außerhalb unserer selbst befindlichen Beobachter auf einer übergeordneten Ebene beantwortet werden könne, die dem Menschen nicht zugänglich ist.
Die Perspektive des Methodischen Kulturalismus ist vielmehr die Handlungswirklichkeit. Betrachtet man als Handlungswirklichkeit nicht nur das Reden über Handeln, sondern auch das Vollziehen von Handlungen, so ergibt sich die Unterscheidung von Beobachter- und Teilnehmersicht.
Aus der Erkenntnis, dass jede Theorie von Interessen geleitet ist, ergibt sich die Frage nach ihrer Geltung. Aussagen aus der Beobachterperspektive sind ebenso wie Aussagen aus der Teilnehmerperspektive handlungstheoretisch betrachtet Beschreibungen von Handlungen. In der Teilnehmerperspektive wird zusätzlich die „Selbstbezüglichkeit“ der Handlung berücksichtigt. Nur durch diese werde der Zugang zu Intentionen und Zwecksetzungen möglich. Die Unterscheidung von Beobachter und Teilnehmer entspricht der in der Philosophie bekannten Gegenüberstellung von Eigenpsychischem und Fremdpsychischem, von Mentalismus und Empirismus.
Im Gegensatz zu realistischen Weltauffassungen werden im Methodischen Kulturalismus Theorien „operativ“ (konkret) begründet. In einer Kette des Zurückfragens werden Theorien auf ihren Ursprung im lebensweltlichen Handeln und den damit verbundenen Handlungszwecken zurückgeführt („rekonstruiert“). Entscheidend ist dabei, dass der Ausgangspunkt der Untersuchung nicht die abstrakte Beschreibung eines Handlungstyps (Gehen, Essen, Sprechen), sondern ein konkreter räumlich und zeitlich bestimmter Handlungsvollzug ist. Indem man zum Beispiel in der Geometrie von dem konkreten Zeichnen einer Linie oder eines Kreises ausgeht und aus diesen Handlungsvollzug die Terminologie für die Formulierung einer Theorie verwendet, vermeidet man das Begründungstrilemma (d. h. Existenz von drei logisch gleichen Wegen): Die Begründung entsteht aus der Sicht des Methodischen Kulturalismus in einem nicht-sprachlichen Handeln, zum Beispiel der Weitergabe handwerklicher Kenntnisse durch Vor- und Nachmachen.
Janich und Schüler postulieren: Seit den Anfängen der griechischen Naturphilosophie bis weit ins 19. Jahrhundert, aber auch in der Gegenwart wurde überwiegend und vorherrschend der Mensch aus der Perspektive des Beobachters betrachtet. Insbesondere seit Descartes unterschieden die Denker zwischen Subjekt und Objekt. Ziel war, den Menschen mit naturwissenschaftlichen Mitteln zu beschreiben und kausal zu erklären. Dabei wurde die Rolle des Menschen als eines Handelnden, der diese naturwissenschaftliche Erklärung geprägt von seinen Erfahrungen und Interessen produziert, außer Acht gelassen. Im Vordergrund stand in der Neuzeit die Rolle des Menschen als Erkenntnis gewinnendes Subjekt. Die Sichtweise eines außenstehenden Beobachters einzunehmen, ist allerdings unmöglich. Tatsächlich entstehen Erfahrungen nur im Vollzug von Handlungen. Theorien basieren damit auf Beschreibungen möglicher, nicht-sprachlicher Handlungsvollzüge. Der Gegenstand von Theorien wird immer bestimmt durch denjenigen, der die Theorie aufstellt. Jede Theorie wird also selbstbezüglich aus der Teilnehmerperspektive formuliert. Auch bei der Anwendung technischer Systeme oder theoretischer Modelle ist stets zu beachten, dass die Natur als „Explanandum“ der Theorie (als Explanans) vorausgeht. Der Forscher wählt dementsprechend seine Theorie.

### Sprachhandeln
Sprache ist keine Abbildung der Welt, wie sie ist. Vielmehr ist es die Aufgabe von Sprache, die Kommunikation zwischen mindestens zwei Akteuren zu ermöglichen. Sprache ist der Vollzug von Handlungen wie „Unterscheiden“, „Behaupten“, „Auffordern“, „Fragen“, „Bewerten“. In der Verständigungspraxis geht es dabei vor allem um die Klärung der Bedingungen für ein Gelingen von praktischen und poietischen Handlungen. Insofern Sprachhandlungen ein Mittel zur Erreichung eines Zweckes innerhalb einer Kommunikationsgemeinschaft sind, sind sie rational.
Sprache ist grundsätzlich dialogisch, das heißt, sie gehört zu einer Gemeinsamkeit. Bei jeder Sprachhandlung gibt es einen Sprecher/Schreiber (Sender), einen Sprachinhalt (eine Information) und einen Hörer/Leser (Empfänger). Damit die Sprachhandlung gelingen kann, müssen Sprecher und Hörer jeweils zwei Kriterien erfüllen. Der Hörer muss den Sprechakt verstehen und dies durch eine Handlung bekunden. Der Sprecher muss sich nach der Sprachhandlung vergewissern, dass sein Gesprächspartner ihn verstanden hat. Erst wenn beide ihren Part erfüllt haben und die Information angekommen ist, ist der Sprechakt gelungen.
Der Mensch erwirbt Sprache in einer Lerngeschichte. Dabei ist er kultürlich geprägt. In seiner Lebenswelt wird er mit einer bestehenden Praxis vertraut gemacht. Die methodischen Kulturalisten beziehen sich auf Ludwig Wittgenstein, der das Lernen folgendermaßen beschreibt:
„Die Kinder werden dazu erzogen, diese Tätigkeiten zu verrichten, diese Wörter dabei zu gebrauchen, und so auf diese Worte des Anderen zu reagieren. Ein wichtiger Teil der Abrichtung wird darin bestehen, dass der Lehrende auf die Gegenstände weist, die Aufmerksamkeit des Kindes auf sie lenkt, und dabei ein Wort ausspricht; z. B. das Wort »Platte« beim Vorzeigen dieser Form“.
Für die Sprache gelten die gleichen Grundunterscheidungen zwischen „Verhalten“ (der Ausruf „Aua“), „Handlungen“ (die mit Kommunikationsabsicht verbundene Rede) und „Widerfahrnissen“ (die Rede des Anderen) wie für das sprachfreie Handeln. Die zwei Aspekte des Gelingens einer Sprachhandlung sind die akustische Wahrnehmung und die Erfassung der Bedeutung des Sprachinhalts. Davon zu unterscheiden ist der „Erfolg“ einer Sprachhandlung. Der Empfänger einer Frage kann diese sowohl akustisch als auch semantisch verstehen. Es kann aber sein, dass er die Frage nicht beantworten kann oder will. In diesem Fall ist die Sprachhandlung zwar gelungen, aber es gibt keinen Handlungserfolg. Wittgenstein resümiert:
„So kann das Funktionieren der Sprache oder die Bedeutung der sprachlichen Ausdrücke auf dem Hintergrund der lebenspraktischen Zwecke und Handlungsvollzüge verstanden werden.“

## Erkenntnistheorie
Die Grundidee zur Erkenntnistheorie des Methodischen Kulturalismus wurde bereits von Hugo Dingler entwickelt. Er unterschied zwischen Erkenntnis als Bestand an Wissen und Erkenntnis als Prozess der Aneignung von Wissen. Die Bewusstseinsphilosophie von Descartes bis Hume hatte sich auf den ersten Teil der Definition konzentriert. Dabei trat das Problem auf, dass die Geltung der Erkenntnis nicht zu rechtfertigen war ohne Zirkelschluss bzw. ohne einen unendlichen Regress (Rückbezug) zu erzeugen oder das Verfahren zur Begründung abzubrechen, bevor der Wahrheitsbeweis erbracht werden konnte (Fries’sches Trilemma).
Dingler lehnte die Fragestellung nach der Wahrheit von Erkenntnis ab. Zwar hatte Kant sie modifiziert, indem er nicht nach der Erkenntnis selbst, sondern nach den „Bedingungen der Möglichkeit von Erkenntnis“ fragte. Nach Dingler war er ebenso wie seine Vorgänger im Begründungsprozess gescheitert, weil auch er sich nicht mit der Entstehung von Erkenntnis befasste. Fragt man nicht nach dem „Wissen, dass“, sondern nach dem „Wissen, wie“, entgeht man Dingler zufolge dem Begründungstrilemma und erhält Aussagen, deren Gültigkeit man durch die Praxis des Handelns ohne jede metaphysische Annahme zeigen kann.
Im Methodischen Kulturalismus wird Erkenntnis als „wahres, begründetes Meinen“ bestimmt. Auf dieser Grundlage fragt man zunächst nicht nach dem Gegenstand von Erkenntnis, sondern ausgehend von der Handlungstheorie nach ihrer Funktion. Erkenntnis dient dem Handelnden als Mittel für eine Orientierung in der Lebenswelt. Zweck ist dabei die „Bewältigung des Lebens“.
Mithin ist Erkenntnis ein „Werkzeug“, das die Realisierung wiederholbarer, lehr- und lernbarer Handlungsketten ermöglicht. Erkenntnisse beruhen auf einem kultürlichen Lernprozess, der vermittelt, wie man Handlungen erfolgreich gestalten kann. Sie werden wie Handlungs- und Sprachfähigkeiten im Rahmen jeweils bestehender Handlungs- und Kommunikationsgemeinschaften erworben.
Erkenntnis unterscheidet sich von Wissen dadurch, dass sie an ein Subjekt (d. h. an ein Individuum) gebunden ist. Wissen umfasst darüber hinaus auch tradierte Erkenntnisse der Gemeinschaft. Auch Erkenntnis wird als Handlung verstanden. Wenn jemand weiß, dass Paris die Hauptstadt Frankreichs ist oder in der Schule eine fremde Sprache lernt, dann hat er „Handlungswissen auf Vorrat“ erworben.
Der „Erkenntnisfortschritt“ beruht auf dem „Prinzip methodischer Ordnung“. Im Weg vom einfachen Rad über den Flaschenzug, das Zahnrad bis hin zum Schneckengetriebe in modernen Maschinen wird eine geordnete Entwicklungslogik konstatiert, bis hin zur jeweils erreichten „Kulturhöhe“. Das Prinzip methodischer Ordnung ist aus der Sicht Janichs u. a. eine „Rationalitätsnorm für nicht-sprachliches und technisches Handeln“. Diese Norm muss auch in der Grammatik, der Beschreibung eines Rezeptes oder einer Bedienungsanleitung eingehalten werden. Ansonsten droht die „Strafe des Misslingens“.
Die Aussage, dass eine Meinung wahr oder unwahr ist, ist selbst eine Sprachhandlung und damit am Maßstab des „Gelingens“ zu beurteilen, wie andere Handlungen auch. Wittgenstein hat dies wie folgt beschrieben:
„Richtig und falsch ist, was Menschen ‚sagen’; und in der ‚Sprache’ stimmen die Menschen überein. Dies ist keine Übereinstimmung der Meinungen, sondern der Lebensform.“
Die methodischen Kulturalisten argumentieren, Wahrheit 'entstehe' durch erfolgreiche Handlungen in der Lebenswelt. Die Begründung von Wahrheit ist demnach eine „Konvention im Kommunikationsprozess“. Sie muss den akzeptierten Regeln der Kommunikationsgemeinschaft entsprechen. Dies kann je nach Praxis von der Überzeugung, dass der Sprecher glaubwürdig ist, bis hin zum logischen oder empirischen Nachweis durch den Vollzug der behaupteten Handlungsmöglichkeit reichen.
Angewandt auf die Geschichtswissenschaft bedeutet dies den Nachweis mit einer adäquaten Quelle, in der Naturwissenschaft die Reproduktion eines Experiments. Die Geltung einer Aussage wird dieser „zu- oder abgesprochen“. Die Kontrolle der richtigen Verwendung von Begriffen und Sätzen erfolgt in der Lern- und Lehrsituation der gemeinsamen Praxis. Theorien werden als Satzsysteme oder Systeme aus Satzsystemen bezeichnet. Sie sind Mittel zur Verfolgung eines Erkenntnisziels und damit nicht „kategorisch“, sondern „bedingt“. Dementsprechend ist eine Letztbegründung nicht erforderlich. Ihre Geltung ist vielmehr davon abhängig, welche Prämissen (Definitionen, Postulate, Axiome) ihnen zugrunde gelegt und in der jeweiligen Praxis anerkannt werden. Die Suche nach absoluter Wahrheit wird als eine säkularisierte Form von Religiosität abgelehnt.
„Wahre Meinungen verdanken sich Begründungen, deren Begründungsanfänge den Adressaten der Begründung zur Entscheidung auffordern, sich an bestimmten Praxen zu beteiligen. Sie sind kultürlich, aber nicht beliebig, da nicht beliebig über die eigene historische Situation, Bedürfnisabhängigkeit, Verfügbarkeit von Mitteln und Angewiesenheit auf andere Menschen verfügt werden kann.“
Auf der Basis dieser Theorie ist es nach Auffassung von Janich und seinen Schülern möglich, nicht nur wissenschaftliche Erkenntnisse, sondern auch Erkenntnisse der alltäglichen Lebenspraxis zu begründen und einen Wahrheitsbegriff zu definieren, der eine im gegebenen kultürlichen Bezugsrahmen adäquate Beurteilung der Begriffe „wahr“ und „falsch“ erlaubt. Mit diesen Argumenten weisen sie Thesen der Kognitionswissenschaften und des Szientismus zur naturalistischen Begründung von Erkenntnis zurück.

## Wissenschaft
Für Konstruktivisten und damit auch für Janich u. a. sind Theorien nicht strukturisomorphe oder adäquate Abbilder einer natürlichen Welt, sondern praxiserprobtes Bewirkungs- und Prognosewissen. Die Frage der Existenz wird erkenntnistheoretisch als irrelevant betrachtet. Die Annahme einer realen, vom Subjekt unabhängigen Welt kann nach Auffassung des Methodischen Kulturalismus den empirischen Gehalt einer Theorie und die Qualität von Prognosen nicht verbessern. Die Schlussfolgerungen eines wie kritisch auch immer gearteten Realismus sind danach notwendig zirkulär, weil diese stets die Kenntnis des zu Erkennenden voraussetzen. Die Überlegung, dass es eine Wirklichkeit außerhalb des menschlichen Bewusstseins gibt, wird als Metaphysik abgelehnt. Der Methodische Kulturalismus bezieht sich in dieser Hinsicht ausdrücklich auf die Argumentation des späten Wittgenstein.
Als Kulturleistung beruht Wissenschaft auf der Fähigkeit des Menschen, Zwecke zu setzen, diese durch Handlungen zu realisieren und die Wahl der Mittel rational zu begründen. Dabei umfasst sie nicht nur den Untersuchungsgegenstand, sondern auch handelnde Wissenschaftler, die methodische und praktische Vorentscheidungen zur Durchführung ihrer Experimente treffen. Da naturwissenschaftliche Lehrbücher vielfach den Herstellungsbezug ausblenden, werden grundlegende Begriffe häufig zirkulär durch im Prozess erst später eingeführte Begriffe definiert. Hierin sehen die Begründer des Methodischen Kulturalismus eine der Ursachen für die verbreitete naturalistische Weltsicht in den Naturwissenschaften. Sie kritisieren den Versuch einer methodischen Rekonstruktion und damit der logisch-begrifflichen Klärung durch Rückführung der jeweiligen Wissenschaft auf ihre Handlungsvollzüge. Diese sind aus ihrer Sicht in der Regel in einer vor- und außerwissenschaftlichen Praxis zu suchen. Daraus werden sie durch die traditionellen Naturwissenschaften jeweils „hochstilisiert“.
Wissenschaft als Wissensform ist mit methodologischen Ansprüchen verknüpft, die den üblichen Kriterien der Personenunabhängigkeit (Transsubjektivität) zum Zweck der Nachprüfung und der Allgemeingültigkeit (Universalität) genügen. Für die Geltung wissenschaftlicher Theorien wird daher die Reproduzierbarkeit erwartet. Hinzu kommen die Forderungen nach einem sinnvollen inneren Zusammenhang (Kohärenz) und nach logischer Widerspruchsfreiheit (Konsistenz).
Der Ansatz beschreibt die Praxis der Wissenschaftstheorie als Handlung, in der Theorien in den angewandten Wissenschaften pragmatisch durch das Erheben von Geltungsansprüchen aufgestellt werden.

### Konstruktion und Rekonstruktion
Das von Janich u. a. entworfene wissenschaftstheoretische Instrument der so genannten „Rekonstruktion“ soll zur Beurteilung wissenschaftlicher Theorien in Hinblick auf die Einhaltung von allgemeinen philosophischen Rationalitätsstandards dienen. Lässt sich eine wissenschaftliche Theorie durch einen methodisch geordneten Ableitungszusammenhang auf ein in der Lebenswelt vorhandenes Können zurückführen, dann wird sie als systematisch „begründet“ angesehen. Rekonstruktionsmittel sind insbesondere die Handlungstheorie und das Prinzip methodischer Ordnung (s. o.). Rekonstruktion setzt gute Fachkenntnisse der zu rekonstruierenden Theorien und Wissenschaften voraus.
Im Laufe dieser Rekonstruktion sind auch die sprachlichen Voraussetzungen zu klären. Ohne eine klare Begriffsbildung ist eine gültige sprachliche Darstellung von Erfahrungs- und Beobachtungswissen nicht möglich. Die begriffliche Grundlage der jeweiligen Wissenschaftssprache findet man – so die Überlegungen – in der Regel nicht in den neuesten Theorien, sondern in den Ursprüngen. Daher müssen wissenschaftliche Reflexionsbegriffe, wie beispielsweise „Raum“, „Zeit“ und „Masse“  in der Physik, „Stoff“ in der Chemie sowie „Leben“ und „Organismus“ in der Biologie hinterfragt werden. Die Problematik solcher Begriffe beschreibt Wittgenstein:
„Die Frage ‚Was ist Länge?’, ‚Was ist Bedeutung?’, ‚Was ist die Zahl Eins?’ etc. verursachen in uns einen geistigen Krampf. […] (Wir haben es hier mit einer der großen Quellen philosophischer Verwirrung zu tun: Ein Substantiv lässt uns nach einem Ding suchen, das ihm entspricht)“.
Durch die „Verdinglichung“ von Allgemeinbegriffen – in der Philosophie sind dies z. B. „Sein“, „Geist“, „Denken“, „Bedeutung“ und „Wahrheit“ – entstehen aus der Sicht des Methodischen Kulturalismus Kategorienfehler. Die vermeintliche Beschreibung der Welt ist danach ein Reden über Sprache.
Die Methode der Rekonstruktion umfasst „Konstitution“, „Konstruktion“ und „Reflexion“. Zunächst wird die Wissenschaft hinsichtlich ihres Zusammenhangs mit ihrer ursprünglichen, zumeist im vorwissenschaftlichen Bereich liegenden Aufgabe zur Lebensbewältigung untersucht („Konstitution“). Hierdurch sollen die ursprünglichen Zielsetzungen und Mittel deutlich werden. Im Handwerk handelt es sich in der Regel um bewährte Mittel und Methoden. An wissenschaftliche Theorien müssen methodische Ansprüche in Hinblick auf die Transsubjektivität und Universalität der Ergebnisse gestellt werden. Ebenfalls ist der geordnete Aufbau der Terminologie (das jeweilige Begriffssystem) zu prüfen. Die Theorie (die Satzsysteme) dürfen keine logischen Widersprüche, die Lehrsätze keine Redundanzen und keine strukturellen Lücken aufweisen. Es folgt die Analyse bezüglich Kohärenz und Konsistenz von Experimenten und anderen Methoden. Auf diese Weise „konstruiert“ man die „wissenschaftliche Verfahrensweise“. Unter „Reflexion“ schließlich wird die Auseinandersetzung mit „Bedeutung“ und „Geltung“ wissenschaftlicher Theorien verstanden. Dabei werden die wissenschaftstheoretischen Methoden untersucht wie Definitionen, Postulate oder Hypothesen. Die Beschäftigung mit den Auswirkungen der Wissenschaft auf die Lebenswelt anderer Bereiche wie Umweltschutz, das private Leben oder die Arbeitswelt und auf das von ihr erzeugte Weltbild sind wesentliche Bestandteile des Reflexionsprozesses.

### Prototheorien
Als „Prototheorien“ bezeichnen die Begründer des Methodischen Kulturalismus ihre Ausarbeitungen, die das Programm einer Fachwissenschaft auf dem dargestellten Weg „rekonstruieren“ sollen. In Verbindung mit der Philosophie Hugo Dinglers sprach laut Janich bereits 1927 Friedrich R. Lipsius in Bezug auf die Physik von einer Protophysik. Diesen Begriff nahmen die Vertreter des Erlanger Konstruktivismus auf und wendeten ihn auf den Bereich der mathematischen Physik an.
Die von Janich vertretene Variante bezieht sich ausdrücklich auf Verfahren, in denen ein vorwissenschaftlicher Handlungsvollzug rekonstruierbar ist. Man kann beispielsweise die grundlegenden Prinzipien der Euklidischen Geometrie durch Idealisierung handwerklicher bzw. industrieller Verfahren herleiten. So ergibt sich eine angenäherte Ebene (»Fläche«), wenn man drei Körper wechselseitig aneinander abschleift, so dass man die Schleifflächen jeweils beliebig gegeneinander verschieben kann, ohne dass die Passgenauigkeit verloren geht. Eine geometrische Ebene ist nun definiert als das, was sich beim Fortsetzen dieses Vorgangs bis ins Unendliche ergäbe. Das von Dingler angeführte Beispiel wurde praktisch noch bei der Herstellung von Spiegeln eingesetzt und spielte bis ins 20. Jahrhundert eine wichtige Rolle beim Bau von Werkzeugmaschinen.
Schneidet man eine der nach diesem „Drei-Platten-Verfahren“ hergestellten Flächen mit einer anderen, so erhält man eine Kante und damit eine angenäherte Gerade. Durch Schneiden mit einer weiteren Kante ergibt sich die Schnittstelle von drei Ebenen, also eine Ecke und damit ein angenäherter Punkt.
Auch Kreis und Kugel werden handlungstheoretisch hergeleitet. Nach Euklid ist der Kreis dadurch definiert, dass von einem Punkt innerhalb der Figur alle Strecken bis zur Kreislinie gleich lang sind. Dies entspricht dem Zeichnen eines Kreises mit einem Zirkel. Eine Kugel wäre analog nicht erzeugbar, sondern nur vorstellbar. Euklid bestimmte die Kugel jedoch als einen Körper, um den man einen Halbkreis herumführen kann, bis dieser wieder an seinen Ausgangspunkt zurückkommt. Dies entspricht dem Herstellungsverfahren einer Kugel durch einen Steinmetz mit Hilfe einer Schablone.
Als weiteres Rekonstruktionsbeispiel nennen Janich und Weingarten den Systembegriff in den Biowissenschaften, wie er etwa als Nervensystem, Ökosystem oder System des Organismus verwendet wird. Sprachlich bedeutet der Begriff System etwas „Zusammengestelltes“. Er wurde in die Naturwissenschaften zuerst in Verbindung mit elektrischen Netzwerken und der Berechnung von Schaltungen, bei der diverse Bauteile mit eigenständigen Funktionen (Widerstände, Kondensatoren, Spulen, Transistoren, Filter, Verstärker, Motoren etc.) in einem aus Leitungen, Knoten und Maschen bestehenden Schaltplan verknüpft werden, eingeführt. Der Schaltplan einer Klingel ist einfach, der eines Videorecorders hochkomplex. Typisch bei komplexen Systemen ist das Zusammenwirken von Teilsystemen, die funktional aufeinander abgestimmt sind. Bevor ein solches System erzeugt wird, wird zunächst der Zweck festgelegt und gegebenenfalls eine Gliederung nach Komponenten und der von diesen zu erfüllenden Funktionen vorgenommen. Anschließend folgt die kleinschrittige Detailplanung. Das Vorgehen bei der Herstellung entspricht demnach einer Handlung mit einer Zweck-Mittel-Relation unter Berücksichtigung des Prinzips methodischer Ordnung.
Grundsätzlich unterscheiden die Theoretiker des Methodischen Kulturalismus zwischen der Herstellung und der Funktion eines Systems. Die Funktion lässt keinen Rückschluss auf den Aufbau zu. Erst wenn ein System nicht mehr funktioniert, muss derjenige, der es repariert, seinen Aufbau verstehen, allerdings nicht im Detail. So kann der Elektroniker ein defektes Messgerät komponentenweise einer Funktionsprüfung unterziehen. Auf die Medizin übertragen, muss ein Arzt das „System Mensch“ auch nur bedingt verstehen, um einen Knochenbruch oder einen Sehfehler zu behandeln. In den Biowissenschaften werden aus dieser Sicht die „natürlichen Systeme“ in Hinsicht auf ihre Funktionen für den Menschen analysiert. Die Idee der zweckfreien Forschung wird als Irrtum bezeichnet. Vielmehr wird die Vorstellung von Systemen bezogen auf Gegenstände der Biowissenschaften als „modellhafte Übertragung“ aus einer poietischen Praxis betrachtet. Deshalb darf die Rolle des Wissenschaftlers als zweckbezogen handelnder Mensch nicht übersehen werden. Die systemtheoretische Beschreibung wird als Mittel für wissenschaftliche Zwecke bezeichnet, das jeweils auf Bedeutung und Geltung überprüft werden muss.
Dementsprechende methodische Aufbereitungen durch Vertreter des Methodischen Kulturalismus gibt es bisher im Bereich der „Protophysik“ (Geometrie, Zeit, Raum, Masse), der „Protochemie“, der „Protobiologie“, der Psychologie oder der Informatik.

### Information
Janich befasste sich auch mit Fragen der Kommunikations- und Informationswissenschaften. Er setzte sich kritisch mit der naturalistischen Verwendung des Begriffs Information in den Naturwissenschaften auseinander und legte Ansätze zur Rekonstruktion dieses Begriffes vor. Dabei unterstrich er, dass dieser Terminus – ähnlich wie die Begriffe Kraft und Masse in der Physik – immer häufiger und in erweiterten Zusammenhängen als Eigenschaft von Gegenständen, Stoffen oder organischen Elementen wie Zellen oder Genen verwendet wird. Er stellte die Frage nach dem Wert einer Erklärung durch diese vielfältige Verwendung des Ausdrucks „Information“ und beschäftigte sich mit den darin versteckt enthaltenen Implikationen.
Janich verwies kritisch auf die Arbeiten von Claude Shannon/Warren Weaver (The Mathematical Theory of Communication) sowie Norbert Wiener (Cybernetics, or Control and Communication in the Animal and the Machine) aus dem Jahr 1948. Wiener reduziere, so bemängelt Janich, den Menschen „physikalistisch“ in kartesischer Manier auf das Tier und das Tier auf die Maschine. Information erhalte dabei den gleichen Status wie Materie und Energie. Er verweist darauf, dass Energie messbar ist, also ein physikalischer Terminus technicus, während Materie als Begriff der Metasprache ein Reflexionsbegriff wie Raum und Zeit ist. Shannon/Weaver unterschieden in Anlehnung an Charles W. Morris syntaktische (Quantität und Struktur), semantische (Bedeutung) und pragmatische (Anwendungsnutzen/Wirkung) Aspekte der Information und entwickelten hieraus eine nachrichtentechnische Sprachtheorie. Mit Aufkommen der modernen Biowissenschaften habe sich eingebürgert, von biologischen Informationen wie von Erbinformationen zu sprechen und selbst Kunststoffen die „Fähigkeit“ der molekularen „Erinnerung“ zuzurechnen.
Weiter argumentiert Janich, dass „Sender“ und „Empfänger“ in der Nachrichtentechnik technische Artefakte, Hilfsmittel zur Kommunikation sind, die nicht mit dem Sender und Empfänger eines Briefes gleichgesetzt werden dürfen. Sprechen, Briefeschreiben oder Telefonieren sind hingegen Handlungen. Die Schriftzeichen (z. B. Blindenschrift) oder die Tonbandaufzeichnung (z. B. auf Friesisch) werden erst zur Information, wenn sie von einem Menschen dekodiert und damit verstanden werden. Die materialen Strukturen selbst haben, so Janich, noch keine Bedeutung. Man kann nicht aus einer Syntax eine Semantik und aus einer Semantik eine Pragmatik herleiten. Sprachliche Ausdrücke enthalten immer zugleich Syntax, Semantik und Pragmatik, allerdings voneinander getrennt.
Den Unsinn der Aussage „Es ist 17 Uhr“ kann man nur beurteilen, wenn man weiß, dass jemand nach dem Weg zum Bahnhof gefragt hat, das heißt, wenn man den Kommunikationszusammenhang kennt. Man kann den Sinn der Seemannssprache erst erfassen, wenn man die Praxis des Segelns kennt. Zwischen Syntax und Pragmatik besteht demzufolge keine kausale Beziehung.
Bei dem Begriff der Information handelt es sich, lautet Janichs Fazit, lediglich um eine Metapher oder ein Modell. Auch den natürlichen Datenträgern in der Hirnforschung oder Genetik darf durch die Verwendung dieses Ausdrucks keine Erkenntnisabsicht unterstellt werden. Andernfalls gerät man in Gefahr, der Natur „Zwecke“ zu unterstellen und damit den Begriff der Information zu „naturalisieren“. Diese von Janich in der Zeitschrift Ethik und Sozialwissenschaften vertretene Position hat zu einer viel beachteten Kontroverse im Bereich der Informationstheorie geführt.

## Geist und Gehirn
Bei der Auseinandersetzung mit der Frage nach dem Verhältnis von Geist und Gehirn verweist Janich auf die unterschiedlichen Zugangsweisen der Naturwissenschaften und der Geisteswissenschaften zu diesem Problemkreis.
Während danach in den Naturwissenschaften der Zugang über den physiologischen Organismus gesucht wird mit dem Ziel, über kausale Modelle der neuronalen Gegebenheiten Möglichkeiten zur Erklärung, Vorhersage und Beeinflussung menschlichen Verhaltens zu finden, betrachtet der Geisteswissenschaftler den Menschen als ein Kulturwesen, das einerseits in den geschichtlichen Rahmen seiner Lebenswelt eingebunden ist, und andererseits durch das Erleben der individuellen Geschichte, in der es zweckrational handelt, bestimmt ist.
Die unterschiedlichen Perspektiven führen erst dann zu einem „Geist-Gehirn-Problem“, wenn jeweils eine der Positionen von sich behauptet, die allein gültige zu sein. Die kausale Sicht wird zur materialistischen Position, in der es keine Gründe, sondern nur (zumeist evolutionär begründete) Ursachen gibt. Demgegenüber behauptet das mentalistische Paradigma eine (bedingte) Unabhängigkeit des Bewusstseins von Ursachen mit der Fähigkeit, rational nach Gründen und im Diskurs zu entscheiden.
Metaphorisch kann man diesen Konflikt verdeutlichen mit den möglichen Weisen der Beschreibung eines Ölgemäldes. Die naturwissenschaftliche Beschreibung beinhaltet Gewicht, Materialien, die chemische Zusammensetzung der Farben und Ähnliches. Die lebensweltlich-künstlerische Beschreibung hebt hingegen ab auf das Dargestellte, den historischen Zusammenhang, verwendete Maltechniken, Stil und künstlerische Qualität etc. Übertragen auf das Leib-Seele-Problem besteht die Frage nach dem kausalen Zusammenhang beider Beschreibungsebenen.
Wie auch in anderen Bereichen lehnt der Methodische Kulturalismus die rein naturalistische Position ab, wie sie zum Beispiel die Neurowissenschaftler Gerhard Roth oder Wolf Singer mit der Determiniertheit von Gehirnprozessen vertreten. Hier liegt der bereits zuvor angesprochene Zirkel vor, dass eine Theorie der empirischen Widerlegbarkeit der Willensfreiheit selbst bereits determiniert ist. Vielmehr steht der Gegenstand einer Erklärung (das Explanandum) durch Zwecksetzung bereits fest, bevor eine erklärende Theorie (das Explanans) bestimmt wird.
Die Behauptung Singers, dass in den Neurowissenschaften diese Unterscheidung entfällt, da ja das Gehirn sich selbst untersuche, ist für den Methodischen Kulturalisten ein Kategorienfehler, weil nach dieser Behauptung die Anforderungen an eine wissenschaftliche Erklärung nicht erfüllt sind. Auch die Naturwissenschaften beruhen auf der Grundlage der Allgemeingültigkeit (Universalität) und Personenunabhängigkeit (Transsubjektivität) ihrer Theorien (vgl. oben).
Auf der anderen Seite ist es auch für den Methodischen Kulturalisten unstrittig, dass es Defizite und Defekte zum Beispiel aufgrund von Verletzungen oder Krankheit im Gehirn gibt, für die ein Wirkungszusammenhang zu Störungen bei körperlichen und geistigen Funktionen nachweisbar ist. Auch wenn man eine rein kausale Erklärung geistiger Prozesse ablehnt, wird man pragmatisch ursächliche Zusammenhänge für medizinisch therapeutische Zwecke anerkennen können. Ebenso kann man pragmatisch auf den Anspruch einer vollständigen Erklärungsmöglichkeit verzichten, ohne den Sinn neurowissenschaftlicher und medizinischer Forschung zu bestreiten.
Im Rahmen einer Rekonstruktion des Leib-Seele-Problems vertritt Dirk Hartmann die Auffassung, dass dieses überhaupt erst im Übergang von einer vorwissenschaftlich-lebensweltlichen zu einer wissenschaftlichen Betrachtungsweise entstehen kann. Lebenswelt ist dabei begrifflich durchaus so weit gefasst, dass auch wissenschaftliche Praxis und moderne technische Apparate dazu gerechnet werden. Nicht Bestandteil der so definierten Lebenswelt ist hingegen die spezifische Wissenschaftssprache mit ihren speziellen theoretischen Konstrukten.
Abstrakte Begriffe wie der des Körpers entstanden nach Hartmann historisch aus der Praxis des Bauens, der des Gewichtes aus der Tätigkeit des Wiegens, der der Bewegung als Beschreibung von Geschossbahnen. Aus solchen Grundbegriffen entwickelte sich die physikalische Mechanik. Die zunehmende Fähigkeit, die Zusammenhänge der Welt theoretisch mit dem Kausalprinzip zu erklären, führte zu der „ontologischen Hypostasierung“ (zu dem ungerechtfertigten Rückschluss auf den allgemeinen Zustand der Welt), dass alle Sachverhalte in der Welt durch Naturgesetze erklärbar sind. Hartmann beurteilt diese logisch nicht begründbare Folgerung als „zweiten naturalistischen Fehlschluss“. Erst die materialistische Denkweise führt als Reaktion zu Fragen, wie denn Empfindungen, Absichten, Intuitionen, Rationalität oder das Gefühl der Handlungsfreiheit erklärbar sind. Fragen dieser Art entstünden nicht, wenn man nicht mit einem kausalen, physikalisch geschlossenen Weltbild konfrontiert wird.
Handlungstheoretisch gesehen ist das Geist-Gehirn-Problem für Hartmann ein aus sprachlichen Missverständnissen entstandenes Scheinproblem. Dieser Herleitung ergibt aber noch keine Erklärung des Psychischen. Hierzu entwickelt Hartmann eine Rekonstruktion des Erfahrungsbegriffs aus der Lebenswelt. Die lebensweltliche Wirklichkeit entsteht im Abgleich der Erfahrungen der an der Lebenswelt Beteiligten. Die Erfahrungen beruhen primär nicht auf einer subjektiven Perspektive, sondern entstehen aus der Perspektive der gemeinsamen, intersubjektiven Konstitution der Lebenswelt. Noch vor der Ich-Perspektive stehen Handlung und Sprache. Descartes irrte aus Sicht von Hartmann mit seinem Zweifel insofern, als er diesen Zweifel nur in einer in Gemeinschaft erlernten Sprache formulieren konnte. Eine Privatsprache ist ohne Funktion, weil es für diese keine vereinbarten Regeln gibt, die es einem anderen ermöglichen, seinen Gesprächspartner zu verstehen. In der methodischen Rekonstruktion erfolgt die Konstitution der Wirklichkeit zunächst in der intersubjektiv zugänglichen Welt der Dinge, Tatsachen und Ereignisse, also im Bereich der Physis. Wenn aber auf dieser Ebene eine Verständigung nicht erreicht werden kann, werden zur Erklärung Begriffe wie Sinnesdaten, Wahrnehmung, Eindrücke, Empfindungen, Denken, Absicht, Erlebnis, Ideen, Vorstellungen, Erinnerungen etc. eingeführt. Dieses sind Begriffe zur Beschreibung interner Sachverhalte, die seit Locke als privat gelten. Es wird der Bereich der Psyche eingeführt. Funktion dieser Rede ist es, Erklärungen für die Störungen der Verständigung zu geben und damit eine Stabilisierung der Kommunikation herbeizuführen.
Durch die Verständigung über interne Zustände wird nach Hartmann auch das Psychische in die Lebenswelt einbezogen. Objektivität entsteht dabei durch Intersubjektivität. Die Wiederholung von Erlebnissen und das Wiedererkennen führen zu Erfahrungen, die an das Subjekt gebunden sind. Wiedererkennen beinhaltet die Fähigkeit, Unterscheidungen zu treffen und Regelmäßigkeiten aufzufassen. Erfahrungen haben damit eine zeitliche Dimension. Sie sind zugleich intentional, das heißt, es sind individuelle Erfahrungen von jemandem, die auf etwas gerichtet sind. In der Kommunikationsgemeinschaft erfährt das Subjekt, dass auch andere Personen über Erfahrungen verfügen und lernt so, intersubjektiv nachvollziehbare Erfahrungen und Selbsterfahrung begrifflich zu unterscheiden. Im Wege der gemeinsamen Praxis der Lebensgemeinschaft wird eine Wirklichkeit konstituiert, in der die Vorstellung der eigenen Person als Unterscheidung mit enthalten ist. In diesem Sinn ist der Begriff des Bewusstseins für Hartmann ein Reflexionsbegriff zur Unterscheidung und Reflexion von Erfahrungen, ähnlich wie Leben, Organismus, Raum und Zeit. Reflexionsbegriffe werden problematisch, wenn sprachliche Praxis von Eigenschaften verdinglicht wird. Das Reden über Begriffe wie Bewusstsein sind spekulative Sätze, in denen nicht über Gegenstände, sondern über die Bedeutung von Ausdrücken, Sätzen, Praktiken und Institutionen gesprochen wird.
Aus dieser Sicht sind für den Methodischen Kulturalismus mentale Zustände nicht als Phänomene beschreibbar und es handelt sich auch nicht um funktionale Zustände. Ebenso folgt daraus, dass diese rein semantischen Phänomene nicht naturwissenschaftlich erklärbar sind, sei es neurowissenschaftlich, sei es physiologisch, ohne auf die lebensweltliche Praxis der Konstitution von Wirklichkeit aufzubauen. In dieser Praxis besteht aber das Leib-Seele-Problem ebenso wenig wie das Problem des Fremdpsychischen.

## Ethik
Aufgrund der handlungstheoretischen Grundlegung kann der Methodische Kulturalismus nicht davon ausgehen, dass es eine allgemeine normative Rechtfertigung für Handlungen gibt. Ethische Normen sind daher allgemeine Handlungsmaximen, die in einer lebensweltlichen Handlungsgemeinschaft eingeführt worden sind, um einen gemeinsam bestimmten Zweck, zum Beispiel den der Konfliktlösung, zu erreichen.
Rationalität als zweckorientiertes Handlungsprinzip ist eine Methode zur Beurteilung von Vorschlägen für die Konfliktlösung. Der Methodische Kulturalismus tritt – quasi als Ergebnis eines rationalen Diskurses – für eine gewaltfreie Bewältigung von Konflikten ein. Dabei muss aber vorausgesetzt werden, dass die Mehrheit der am Konflikt Beteiligten diese Entscheidung akzeptiert. Ebenfalls als eine rationale Entscheidung betrachten es die Vertreter des Methodischen Kulturalismus, im Weiteren ihre ethischen Prinzipien nach eudämonistischen Grundsätzen, als nach der Lehre vom guten Leben, auszurichten. Dies schließt an die „Philosophische Anthropologie“ von Wilhelm Kamlah an, der seine Ethik aus der Teilnehmerperspektive formuliert und auch zu Fragen, die dem Menschen unverfügbar sind, Stellung bezogen hat. Die Begründung der materialen Normen ist dabei nicht ein Vorrecht der Philosophen, sondern obliegt allen am Diskurs Beteiligten.

## Rezeption
Da der Methodische Kulturalismus als eigene Schule erst seit wenigen Jahren publiziert ist, ist die Rezeption noch gering. Eine frühe Rückmeldung findet sich in der Festschrift für Peter Janich aus dem Jahr 2002. Da in vielerlei Hinsicht trotz der bewussten Abgrenzung auf den Methodischen Konstruktivismus zurückgegriffen wurde, gelten aber eine Reihe Kritiken, sofern diese nicht durch bewusste Abänderungen aufgegriffen wurden, auch für den Methodischen Kulturalismus.
Eine der grundlegenden Kritiken wurde vom Kritischen Rationalismus erhoben. Indem der Methodische Kulturalismus ebenso wie der Erlanger Konstruktivismus vom Handeln als der grundlegenden Kategorie ausgeht, unterliegt er dem Begründungsabbruch wie jede Philosophie, die etwas Evidentes zum Ausgang nimmt. Diese Kritik wird konkretisiert durch den Hinweis, dass im Methodischen Kulturalismus die Zweck-Mittel-Relation des Handelns nicht mehr hinterfragt, also der Ursprung der Zwecke nicht weiter untersucht werde. Damit verbunden ist die Feststellung, dass zwar argumentativ der ontologische wie auch der erkenntnistheoretische Realismus ausgeschlossen, de facto aber implizit von einer realistischen Welt ausgegangen wird. Dies betrifft beispielsweise den Begriff der vorgefundenen Welt ebenso wie den der Widerfahrnisse. Naturgesetze sind zwar als vom Menschen gemachte Handlungsanleitungen zu verstehen, aber sie haben keinen Sinn, wenn der Mensch sie nicht auf etwas davon Unabhängiges anwenden kann. Dies beruht auf der Differenz zwischen dem Erkennendem und dem Erkenntnisgegenstand. Der Erkennende erzeugt (konstruiert), auch wenn er nur den praktischen Maßstab des Handlungserfolges zugrunde legt, eine Wirklichkeit, seine Lebenswirklichkeit, der eine Realität des Erkannten gegenübersteht. Erst ein angenommener Realismus macht eine Theorie verbindlich. Ohne einen solchen Maßstab bleibt eine philosophische Position relativistisch.
Eine zweite grundlegende Frage richtet sich auf das Verhältnis von Theorie und Praxis. Der Methodische Kulturalismus folgt uneingeschränkt dem schlagwortartigen Faustzitat: „Am Anfang war die Tat.“ Mit diesem Diktum kritisiert der Methodische Kulturalismus den Empirismus Quines, aber auch den Kritischen Rationalismus Poppers: Beide bewegten sich nur auf der sprachlichen Ebene, übersähen aber die Tatsache des Handlungsvollzuges. Das Stehenbleiben auf der sprachlichen Ebene sei der Grund für die Zirkelhaftigkeit des Wahrheitsbegriffs der traditionellen Philosophie. Dem hält der Kritische Rationalist entgegen, dass Handeln Problemlösen ist. Vor der Handlung steht das Problem und die Überlegung, wie dieses Problem zu lösen ist. Die Theorie geht hier der Praxis voraus. Vereinfacht ist es so, dass erst der Durst da ist, man dann überlegt, wo es etwas zu trinken gibt, und erst dann begibt man sich an die Quelle. Die Theorie bewährt sich, solange der Handlungserfolg eintritt. So ist auch in den Wissenschaften der Ausgangspunkt ein Problem, eine nicht erklärbare Beobachtung. Dies gilt auch für die Handwerkskunst oder die praktischen Wissenschaften, sei es im Bereich der Technik oder der Gesellschaftswissenschaften. Erst muss ein Zweck formuliert werden, dann wird über eine Problemlösung nachgedacht und dann gehandelt. Auch im Recht steht am Anfang das Problem, der Konflikt, für dessen (beste) Lösung im Gerichtsverfahren eine Theorie gefunden wird. Insbesondere fehlt dem Methodischen Kulturalismus eine Erklärung für die Ursache des Erkenntnisfortschritts. Er kann diesen nur konstatieren. Theorien sind nicht nur Tradition und Abbildung von Handlungsvollzügen. Sie beruhen auf dem kreativen Nachdenken über bestehende Sachverhalte. Sonst gäbe es keine Erfindungen und technischen Entwicklungen.
Eines der Grundprobleme, aber auch der offenen Möglichkeiten des Methodischen Kulturalismus ist, dass er noch nicht vollständig ausgearbeitet ist. Hartmann/Janich verwenden selbst die Metapher des noch unfertigen Gemäldes. Die Programmschrift umfasst lediglich 60 Druckseiten und kann in diesem Umfang keine umfassende Systematik der zu bewältigenden Themen leisten. Die übrigen Darstellungen zum Methodischen Kulturalismus konzentrieren sich auf Einzelfragen bzw. auf die Auseinandersetzung mit einzelnen Fachwissenschaften. Wegen der Vielzahl der Autoren sind Schwerpunkte und Aussagen inhomogen, so dass für die Rezeption eine eigenständige Zusammenführung der ausgeführten Ideen erforderlich wird. Daneben gibt es große Themenbereiche, die bisher noch nicht abgedeckt wurden. Dies ist zum einen der Gesamtbereich der Sozialwissenschaften. Es fehlen Prototheorien zu den Fächern Geschichte, Politik und Wirtschaft. Die in der Literatur zu findende Protosoziologie ist ein an der Universität Frankfurt beheimatetes Projekt, das seine Quellen in der Kritischen Theorie hat. Zum anderen wurde zwar als Ziel formuliert, eine kritische Auseinandersetzung mit Fragen der Kultur führen zu wollen, doch eine grundlegende Rekonstruktion des Themas Kultur steht noch aus.
Zu den offenen Punkten gehört die Ästhetik. Kann diese mit dem Schema der Zweck-Mittel-Relation erfasst werden? Dabei ist nicht nach dem Erzeugen von Musik oder der Maltechnik des Malers zu fragen, sondern nach der Auseinandersetzung mit Kunst. Kann man den Besuch einer Gemäldegalerie oder einer Oper mit dem Maßstab des Handlungserfolges messen? Hier ist das Kriterium des „wozu“ ähnlich fragwürdig, wie bei der Festlegung von eudämonistischen Prinzipien in der Ethik. Hier bleiben die Maßstäbe subjektiv und deshalb hat der Methodische Kulturalismus wie andere philosophische Positionen der Moderne zu diesen Fragen keine systematische Antwort. In dieser Hinsicht erscheint der Handlungsbegriff ebenso wie der Begriff des Wissens technisch zu eingeengt.
Es ist ein Kennzeichen des Methodischen Kulturalismus, dass seine Vertreter einen intensiven Kontakt und den Diskurs mit der Praxis der angewandten Wissenschaften pflegen. Dennoch kann man noch feststellen, dass auch die bisherigen Rekonstruktionen und die darauf fußenden wissenschaftstheoretischen Ausarbeitungen bisher punktuell geblieben sind. Gemäß dem Konzept der Rekonstruktion von Wissenschaften in den Prototheorien bleibt somit ein umfangreiches Forschungsprogramm.